# Adrien Thomas (cyclisme)
Pour les articles homonymes, voir Thomas.
Adrien Thomas, né le 12 janvier 1994 à Lavaur dans le Tarn, est un coureur cycliste français. Il est membre de l'Occitane CF.

## Biographie
Cycliste amateur et charpentier de profession, Adrien Thomas est le frère cadet de Benjamin Thomas, cycliste professionnel dans l'équipe Groupama-FDJ.

### Carrière sportive

#### Débuts et progression au Bourges EC 18
Il commence la compétition dès l'âge de 6 ans (catégorie pré-licencié) à l'Entente Cycliste Giroussens Lavaur, dirigé par son père.
Après plusieurs saisons passées à l'EC Giroussens Lavaur, lui et son frère Benjamin sont recrutés par le Bourges Espoir Cycliste 18 en 2014. Auteur de 3 succès et 6 places de deuxième, il monte en première catégorie à la fin de l'année, et prend la quatrième place du championnat de France de l'américaine, associé avec son frère Benjamin.

#### 2015: VS Chartrain
En 2015, il rejoint la division nationale en signant au Vélo Sport Chartrain. Avec celui-ci, il se distingue en remportant la troisième étape du Tour des Mauges, qu'il termine à la septième place. Il se classe également deuxième du championnat de la région Centre du contre-la-montre, derrière l'ancien professionnel Kilian Patour, troisième d'une étape du Grand Prix cycliste de Machecoul (Coupe de France DN2) ou encore cinquième du Circuit des Vignes (élite nationale). En octobre, il se classe sixième de la course aux points aux championnats de France sur piste. 

#### 2016-2017: Guidon chalettois
Pour la saison 2016, Adrien Thomas décide de rejoindre le Guidon chalettois. Au premier semestre, il obtient diverses places d'honneur en élite nationale : 3e d'étape sur le Tour du Canton de l'Estuaire,7e du Tour du Loiret ou encore 9e du Grand Prix de La Rouchouze. En été, il remporte trois courses : le Prix Aimé Papillault, la Nocturne de Brive et la Nocturne de la Saint-Privat. Lors du Tour de Côte-d'Or, il se classe deuxième de la troisième étape, seulement devancé par l'Australien Ben Dyball. Aux championnats de France sur piste, il prend la quatrième place de la course aux points, derrière Thomas Boudat, son frère Benjamin et Corentin Ermenault.
En 2017, le coureur tarnais s’impose sur le Prix de Chalette et de l'AME et termine notamment cinquième du Grand Prix du Centre de la France, sixième de Bordeaux-Saintes en Coupe de France DN2 ou encore septième du Trophée des champions, « super-finale » des Coupes de France. Sur piste, il manque une nouvelle fois d'obtenir une médaille aux championnats de France, en terminant au pied du podium de la course à l'américaine, avec son coéquipier Stéphane Duguenet. 

#### 2018-: Occitane CF
En 2018, il est recruté par l'Occitane Cyclisme Formation. Dès ses débuts, il réalise une bonne reprise en figurant parmi les 10 premiers au Tour de Basse-Navarre (8e), au Grand Prix d'ouverture d'Albi (9e) ou encore au Grand Prix d'ouverture Pierre-Pinel (10e). En mars, il se distingue en terminant deuxième du Tour de la Pharmacie Centrale, course de classe 2 disputée sous des conditions météorologiques dantesques. De retour en France, il prend la deuxième place du Grand Prix des Fêtes de Cénac-et-Saint-Julien, puis remporte la Coupe de France de l'américaine, en paire avec son frère Benjamin Thomas. Dans les semaines qui suivent, il est huitième des Boucles du Tarn et du Sidobre et neuvième du Grand Prix de La Rouchouze. 

## Palmarès sur route

### Par année
- 2015
  - 3e étape du Tour des Mauges
- 2016
  - Prix Aimé Papillault
  - Nocturne de Brive
  - Nocturne de la Saint-Privat
- 2017
  - Prix de Chalette et de l'AME
- 2018
  - 2e du Tour de la Pharmacie Centrale
  - 3e du Grand Prix des Fetes de Cenac et Saint-Julien

### Classements mondiaux
| Année           | 2018 |
| --------------- | ---- |
| UCI Africa Tour | 71e  |

## Palmarès sur piste
- 2018
  - Coupe de France de l'américaine (avec Benjamin Thomas)